# باب مارتین (قایقران روئینگ)
باب مارتین (انگلیسی: Bob Martin; ۱۹ ژوئن ۱۹۲۵ – ۱۸ اکتبر ۲۰۱۲) قایقران روئینگ اهل ایالات متحده آمریکا بود.